# منزل رمداني
منزل رمداني (بالفارسية: خانه رمدانی) هو منزل تاريخي يعود إلى عصر القاجاريون، ويقع في ساري.